# Holomitrium subglobosum
Holomitrium subglobosum är en bladmossart som beskrevs av Thériot 1930. Holomitrium subglobosum ingår i släktet Holomitrium och familjen Dicranaceae. Inga underarter finns listade i Catalogue of Life.